# Europese weg 62

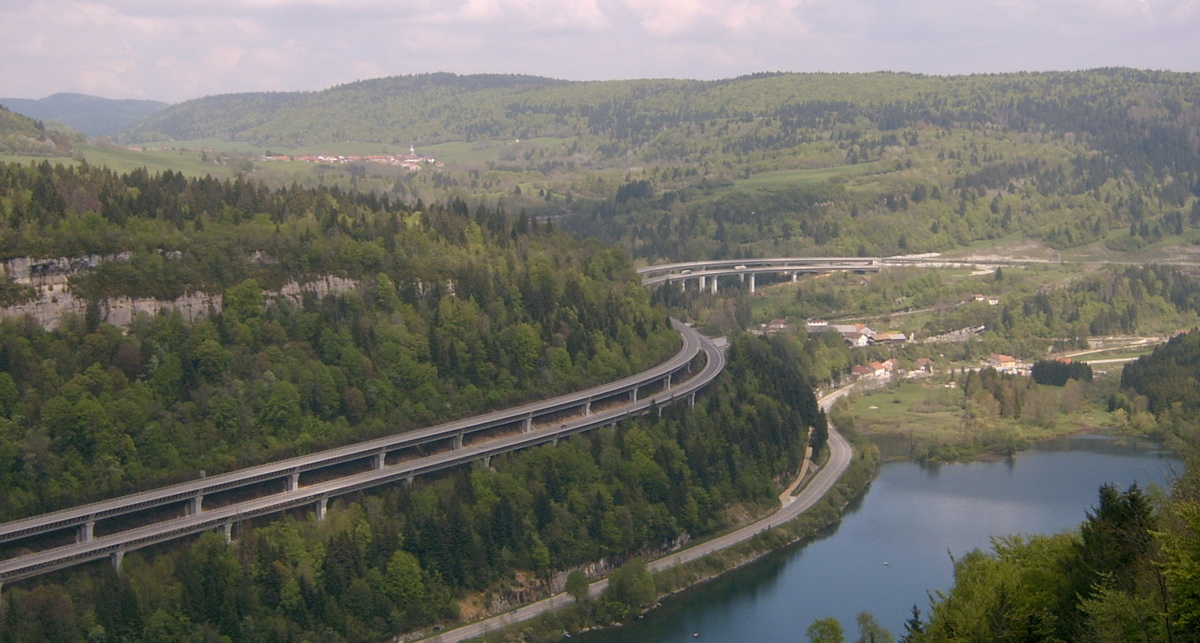
E21/E62/A40 (Frankrijk) over het Viaduct de Sylans bovenlangs het Lac de Sylans bij Moulin de Charix

De Europese weg 62 of E62 is een Europese weg die loopt van Nantes in Frankrijk naar Genua in Italië.

## Algemeen
De Europese weg 62 is een Klasse A West-Oost-verbindingsweg en verbindt het Franse Nantes met het Italiaanse Genua en komt hiermee op een afstand van ongeveer 1290 kilometer. De route is door de UNECE als volgt vastgelegd: Nantes – Poitiers – Mâcon – Genève – Lausanne – Martigny – Sion – Simplon – Gravellona Toce – Milaan – Tortona – Genua.

## Nationale wegnummers
| nummer      | tracé                                  |
| Frankrijk   | Frankrijk                              |
| ----------- | -------------------------------------- |
|             | Ringweg Nantes                         |
|             | Nantes – Montourneau                   |
|             | Montourneau – Poitiers                 |
|             | Poitiers – Bellac                      |
|             | Bellac – Montluçon                     |
|             | Montluçon – Bizeneuille                |
|             | Bizeneuille – Montmarault              |
|             | Montmarault – Mâcon                    |
|             | Mâcon                                  |
|             | Mâcon – Saint-Julien-en-Genevois       |
|             | Saint-Julien-en-Genevois - Zwitserland |
| Zwitserland |                                        |
|             | Frankrijk – Renens                     |
|             | Renens – Brig                          |
|             | Brig – Italië                          |
| Italië      |                                        |
|             | Zwitserland – Ornavasso                |
|             | Ornavasso - Gattico                    |
|             | Gattico - Gallarate                    |
|             | Gallarate - Milano                     |
|             | Tangenziale Ovest di Milano            |
|             | Milano - Genova                        |